# 244

## Události
- 11. února – Římský císař Gordianus III. byl zabit. Dosavadní pretoriánský prefekt Philippus Arabs se pak stal císařem.
- Řím ztratil Mezopotámii a Arménii ve prospěch perských Sásánovců.
- Aurelianus, budoucí římský císař, porazil Franky u Mohuče

## Vědy a umění
- Plótínos založil novoplatónskou školu v Římě

## Úmrtí
- 11. února – Gordianus III., římský císař
- Heliconis ze Soluně, mučedník

## Hlavy států
- Papež – Fabián (236–250)
- Římská říše – Gordianus III. (238–244) » Philippus Arabs (244–249) + Philippus II., spoluvladař (244–249)
- Perská říše – Šápúr I. (240/241–271/272)
- Kušánská říše – Kaniška II. (230–247)
- Japonsko (region Jamataikoku) – královna Himiko (175–248)

Indie:
- Guptovská říše – Maharádža Šrí Gupta (240–280)